# Culberson County
Das Culberson County ist ein County im Bundesstaat Texas der Vereinigten Staaten. Das U.S. Census Bureau hat bei der Volkszählung 2020 eine Einwohnerzahl von 2.188 ermittelt. Der Sitz der County-Verwaltung ist in Van Horn.

## Geographie
Das County liegt westlich des geographischen Zentrums von Texas, grenzt im Norden an den Bundesstaat New Mexico und hat eine Fläche von 9875 Quadratkilometern, wovon 1 Quadratkilometer Wasserfläche ist. Es grenzt im Uhrzeigersinn an folgende Countys: Otero County und Eddy County, beide in New Mexico, Reeves County, Jeff Davis County und Hudspeth County.

## Geschichte
Culberson County wurde am 10. März 1911 aus Teilen des El Paso County gebildet und die Verwaltungsorganisation im Folgejahr abgeschlossen. Benannt wurde es nach David B. Culberson (1830–1900), einem Oberst in der Armee der Südstaaten im Sezessionskrieg und späteren Abgeordneten im Repräsentantenhaus der Vereinigten Staaten.
Der erste Europäer, der dieses Land 1583 betrat, war wohl Antonio de Espejo, ein spanischer Eroberer, der mehrere Expeditionen nach New Mexico und Arizona (1582–1583) unternahm und hier auf die Mescalero traf, welche Anfang des 19. Jahrhunderts von den Apachen vertrieben wurden. Die indianische Vorherrschaft in dieser Gegend endete 1849 mit dem beginnenden Goldrausch und der dadurch bedingten Zuwanderung.
Zehn Bauwerke und Stätten des Countys sind im National Register of Historic Places (NRHP) eingetragen (Stand 23. Oktober 2018).

## Demografische Daten

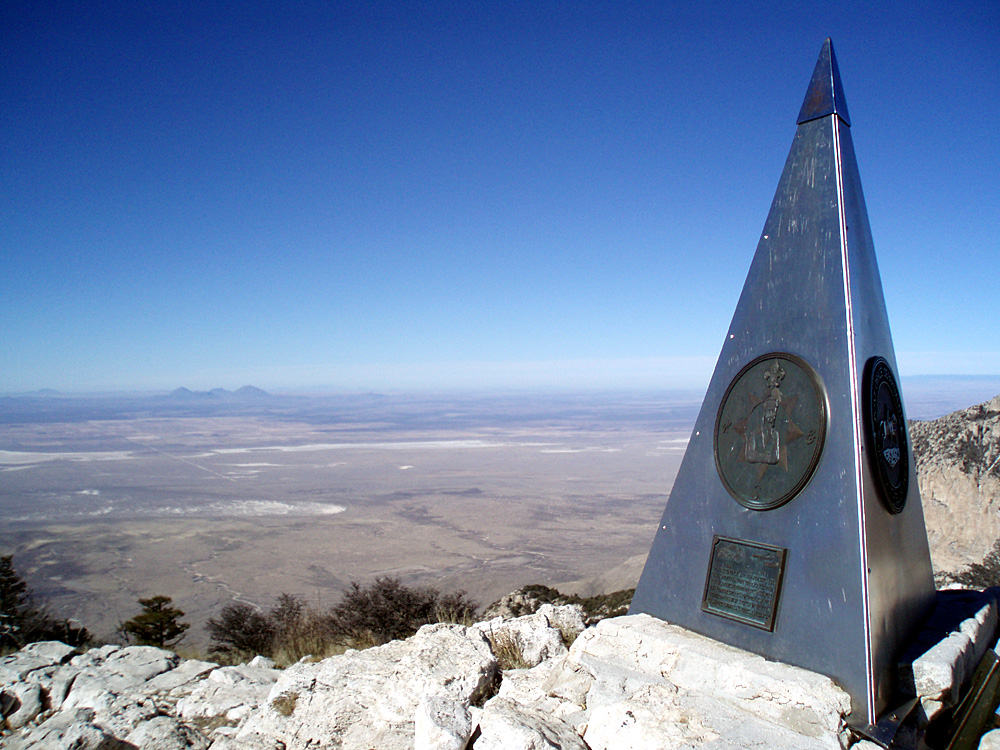
Blick vom Guadalupe Peak über das County

Nach der Volkszählung im Jahr 2000 lebten im Culberson County 2.975 Menschen in 1.052 Haushalten und 797 Familien. Die Bevölkerungsdichte betrug 0 Einwohner pro Quadratkilometer. Ethnisch betrachtet setzte sich die Bevölkerung zusammen aus 68,94 Prozent Weißen, 0,71 Prozent Afroamerikanern, 0,47 Prozent amerikanischen Ureinwohnern, 0,57 Prozent Asiaten und 27,13 Prozent aus anderen ethnischen Gruppen; 2,18 Prozent stammten von zwei oder mehr Ethnien ab. 72,24 Prozent der Einwohner waren spanischer oder lateinamerikanischer Abstammung.
Von den 1.052 Haushalten hatten 39,1 Prozent Kinder oder Jugendliche, die mit ihnen zusammen lebten. 58,2 Prozent waren verheiratete, zusammenlebende Paare 13,5 Prozent waren allein erziehende Mütter und 24,2 Prozent waren keine Familien. 21,5 Prozent waren Singlehaushalte und in 7,4 Prozent lebten Menschen im Alter von 65 Jahren oder darüber. Die durchschnittliche Haushaltsgröße betrug 2,82 und die durchschnittliche Familiengröße betrug 3,30 Personen.
32,2 Prozent der Bevölkerung war unter 18 Jahre alt, 7,8 Prozent zwischen 18 und 24, 25,8 Prozent zwischen 25 und 44, 23,0 Prozent zwischen 45 und 64 und 11,2 Prozent waren 65 Jahre alt oder älter. Das Medianalter betrug 33 Jahre. Auf 100 weibliche Personen kamen 102,7 männliche Personen und auf 100 Frauen im Alter von 18 Jahren oder darüber kamen 97,1 Männer.
Das jährliche Durchschnittseinkommen eines Haushalts betrug 25.882 USD, das Durchschnittseinkommen einer Familie betrug 28.547 USD. Männer hatten ein Durchschnittseinkommen von 22.500 USD, Frauen 14.817 USD. Das Prokopfeinkommen betrug 11.493 USD. 21,5 Prozent der Familien und 25,1 Prozent der Einwohner lebten unterhalb der Armutsgrenze.

## Orte im County
| - Kent - Lobo | - Nickel Creek Station - Pine Springs | - Van Horn |